# HD 20853
HD 20853，又名CD-27 1183，SAO 168475、HR 1013，是一颗恒星，视星等为6.39，位于銀經220.75，銀緯-56.82，其B1900.0坐标为赤經3h 16m 28.9s，赤緯-26° -56.82′ 4″。